# Shōgō Kuniba
Shōgō Kuniba (in giapponese |国場 将豪|; 5 febbraio 1935 – 14 luglio 1992) è stato un artista marziale giapponese.
È stato un insegnante di karate.
Kuniba Sōke ricevette l'insegnamento da molti maestri come:
- Kenwa Mabuni 	-     Karate Shitō-ryū
- Kōsei Kuniba 	-     Motobu-ha Karate-dō
- Itoh Asakichi 	-     Judo
- Ishii Gogetsu   -     Mugai-ryū Iaido
- Shōshin Nagamine -    Shōrin-ryū Karate
- Kenko Nakaima  -      Kobudō
- Kosha Shojin   -      Bō e nunchaku
- Junko Yamaguchi -     Tonfa
- Shioda Gozo    -      Aikidō
- Ryusei Tomoyori -     Kenyu-ryū Karate
- Teruo Hayashi  -      Presidente della Seisin-Kai.

Kuniba applicò le sue conoscenze di: aikido, jujutsu, judo e di altre arti marziali al bunkai dei kata di karate.  Questo costituì delle importanti variazioni molto creative che divennero il suo marchio di garanzia.  Creò un nuovo stile: Kuniba-ryū Goshindō (o Goshin Budō Jujutsu), che letteralmente significa lo stile di autodifesa di Kuniba Sōke e che combina elementi di karate, aikido e judo.